# Furkapass
Průsmyk Furkapass je 2429 m vysoký švýcarský silniční průsmyk v Alpách. Spojuje údolí Urseren (horní tok řeky Reuss) v kantonu Uri s okresem Goms v kantonu Valais. Prochází jím evropské rozvodí mezi Středozemním a Severním mořem.
Název pochází z latinského furca, které se používalo pro označení dvouhroté vidlice.

## Doprava

### Silnice
Průsmyková silnice je součástí hlavní silnice č. 19. V západním údolním městečku Gletsch se z ní odpojuje silnice na průsmyk Grimselpass.
Průsmyk Furkapass leží na Rhétské cyklotrase (Andermatt – Ženeva), švýcarské národní cyklotrase 1.
Ve výšce 2272 m n. m. se na západní straně průsmyku nachází hotel Belvédère, postavený kolem roku 1882 (od roku 2015 je uzavřen), ze kterého je přístup na konec ledovce Rhone.

### Železnice

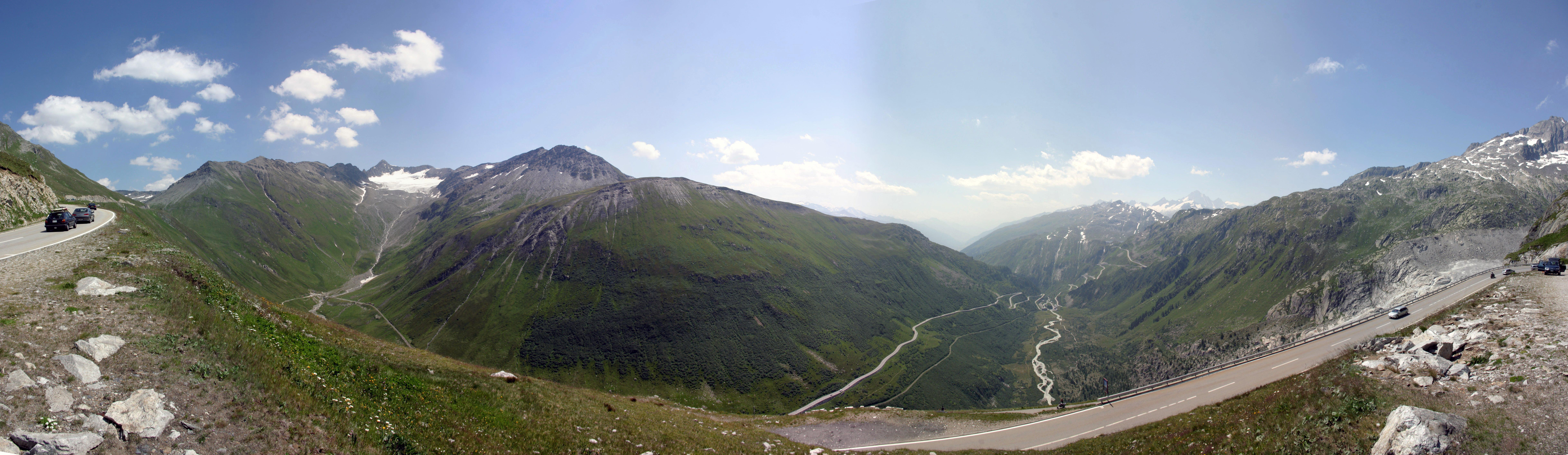
Panorama Furka: pohled na údolí Rhôny krátce před vrcholem průsmyku

Až do roku 1981 překonávala železnice Furka-Oberalp průsmyk Furkapass po ozubnicové trati, která nebyla v zimě bezpečná, a ve vrcholovém tunelu Furka, který byl dokončen v roce 1925. S výškou 2160 m n. m. se jedná o nejvýše položený alpský železniční přechod ve Švýcarsku.
Po otevření úpatního tunelu Furka byla horská trať vyřazena z provozu. Demontáži trati však zabránili železniční nadšenci. Od roku 1992 provozuje společnost Dampfbahn Furka-Bergstrecke AG na části horské trati muzejní železnici. Dne 12. srpna 2010 byla celá trať znovu otevřena.
Mezi Realpem a Oberwaldem VS je celoročně k dispozici automobilová doprava úpatním železničním tunelem.

## Nadmořská výška
Na švýcarské národní topografické mapě je uvedena výška průsmyku 2429 m n. m., ale na ceduli na místě (Passhöhe) je stále uvedeno 2436 m n. m., stejně jako na staré Siegfriedově mapě.

## Historie

Dostavník u hospice

Průsmyk byl využíván již v římských dobách, později tudy vedla i soumarská stezka, po níž se od 13. století přepravovalo stále více zboží, jako sůl, víno, kožešiny a obilí. Ještě na počátku 19. století sahal ledovec Rhone až do Gletsche.
V letech 1864 až 1866 byla z Hospentalu do Oberwaldu vybudována téměř 40 kilometrů dlouhá silnice o šířce nejméně 4,20 m. Dvě třetiny nákladů hradila z vojenských důvodů spolková vláda. Na nové silnici fungovala koňská pošta až do roku 1921, kdy přes průsmyk přejel první poštovní autobus. V roce 1911 byla zahájena stavba železnice Furka, která byla otevřena v roce 1925, ale mohla být využívána jen několik měsíců v létě. V roce 1982 byl uveden do provozu zimní bezpečný tunel Furka.
V roce 1964 se v průsmyku Furkapass natáčely některé scény filmu Goldfinger o Jamesi Bondovi se Seanem Connerym a Gertem Fröbe. Scény ve Švýcarsku jsou dnes považovány za klasiku bondovského příběhu a byly citovány i v pozdějších filmech; například scéna nad Monakem ve filmu Zlaté oko.